# Марија Илић Агапова
Марија Илић Агапова (Пађене код Книна, 14. август 1895 — Београд, 13. март 1984) била је српски правник, преводилац, библиотекарка и прва управница Библиотеке и Музеја града Београда.

## Биографија
Марија Илић Агапова је рођена у селу Пађене код Книна 1895. године. У породици је било тринаесторо деце. Њен отац Лазар Илић био један од имућнијих људи у то време и био је у могућности да пошаље на даље школовање сву своју децу. Марија је основну школу завршила у родном селу. Била је једна од првих школованих Српкиња свог краја. Похађала је „Институт царице Марије" при црногорском двору на Цетињу на руском језику (1908 – 1913). Реалну гимназију завршила је у Сплиту и уписала је Правни факултет у Загребу 1918. године. Докторирала је на Правном факултету у Загребу 1923. године. Стекла је средњоевропски докторат какав су поседовали Иво Андрић и други инетелектуалци тог доба, школовани у Аустроугарској, Немачкој и Италији. Адвокатуром је почела да се бави 1926. године.
Ангажовање у библиотекарству и музеологији почела је 1929. г. као референт Општинске библиотеке у Београду и радила на припреми оснивања музеја са галеријом слика и архива и организовала конкурсе за нови грб Београда. Поводом 125. годишњице ослобођења Београда од Турака за децу је написала збирку прича дело о историји града, па је тако настала Илустрована историја Београда.
Библиотеком је руководила од 1932, а од 1941. и градским Музејом. Материјал чије је прикупљање организовала био је основ и за формирање Историјског архива града Београда. Непосредно после ослобођења Београда отпуштена је из службе, јер је у време немачке окупације (1941 – 1944) наставила да ради и руководи градским културним установама, а 1947. је пензионисана.
Након пензионисања се бавила превођењем и наставом руског и италијанског језика, а хонорарно је држала наставу страних језика у Високој дипломатско-новинарској школи и на курсевима архивистике. Била је члан Удружења књижевних преводилаца Србије и активиста женског покрета. Написала је велики број радова о правима жена.
Одликована је плакетом Градског музеја у Београду (1965).
Умрла је 1984. године у Београду.

## Дела (библиографија)
- Илустрована историја Београда, Београд 1933;
- Јавне библиотеке, Београд 1934;
- Син браниоца Београда, Београд 1939;

### Значајнији преводи са италијанског:
- А. Моравија, Римљанка, Суботица 1956;
- И. Уголини, Роман о Ханибалу, Суботица 1962;
- Д. Буцати, Једна љубав, Суботица 1965.

## Награда Марија Илић Агапова
Награда Марија Илић Агапова установљена је 2001. године и добија име по првој управници Библиотеке града Београда Марији Илић Агаповој. Марија Илић Агапова је награда коју Библиотека града Београда додељује најбољем београдском библиотекару. Награда се додељује сваке године 11. јануара на дан Библиотеке града Београда.